# Pseudochelonarium irroratum
Pseudochelonarium irroratum là một loài bọ cánh cứng trong họ Chelonariidae. Loài này được Reitter miêu tả khoa học đầu tiên năm 1886.